# Fortin de la Foce di Viareggio
Le Fortin sur la Foce di Viareggio (en italien : Fortino sulla Foce di Viareggio), est un élément de la défence côtière située dans la commune de Viareggio, dans la province de Lucques en Toscane. Avec la tour Matilde, le fortin du Levant et le fortin du Ponant, il assurait la défense du duché de Lucques.

## Historique
L'éloignement progressif de la mer du château de Viareggio (it) (Castrum de via regia) rendit les entrepôts et le port du port de Lucques moins défendables et par conséquent, par une résolution du 5 juin 1534, le gouvernement de Lucques fit construire la tour de Viareggio, improprement appelée Tour Matilde, en lui attribuant à tort la construction par la duchesse Mathilde de Canossa, près du débouché sur la mer de la Fossa della Selice (l'actuel canale Burlamacca (it)), comme nouvelle défense des entrepôts et du village naissant. La construction a été réalisée en utilisant comme matériau la pierre brute équarrie qui pouvait être obtenue de la démolition partielle de l'enceinte de l'ancien château (les vestiges du château progressivement démantelé furent également utilisés pour construire d'autres parties de la ville et furent toujours visibles jusqu'au début du XXe siècle).
Au début du XVIIIe siècle, la mer s'était encore retirée, laissant à découvert une étendue de plage où étaient délimitées les zones pour de nouvelles constructions.
Ce problème de défense côtière a été abordé par le Sénat de Lucques dès 1764 en réexaminant un mémoire rédigé par les Conservatori di Sanità en 1759, partant du constat que la tour, aujourd'hui très éloignée de la mer, n'était plus capable d'offrir une protection adéquate du village et des activités portuaires contre les corsaires barbaresques qui commettaient des raids dans la haute mer Tyrrhénienne.
L'ingénieur Giovanni Francesco Giusti, inspectant les défenses, convainquit les sénateurs de construire une nouvelle forteresse le long de la jetée ouest, qui aurait dû constituer un quartier confortable pour les soldats à proximité du port ; en 1768, sur la rive droite du canal fut construit le fortin, où fut déplacé le canon de la tour. Mais le nouveau fort sur la jetée ne pouvait à lui seul assurer une couverture défensive côtière complète ; pour contrôler la côte, la République de Lucques s'était appuyée sur une patrouille mobile qui, se déplaçant continuellement depuis Viareggio. Ce système qui nécessitait de nombreux soldats et n'était même pas très sûr, laissant la côte incontrôlée entre les passages de patrouille. Il fut ainsi décidé, le 28 mai 1770, suivant les indications du concepteur Giovanni Francesco Giusti ,de construire deux autres fortins, l'un à l'est et l'autre à l'ouest de Viareggio, servant de postes d'observation maritimes fixes.

### Les fortins du Levant et du Ponant
- Le Fortin du Levant (it) (1770) a été construit dans la zone sablonneuse, en face de la Villa Borbone ;
- Le Fortin du Ponant (it) (1770)  a été construit à la sortie de la mer, sur le territoire de Camaiore.

Il n'y a aucun vestige visible du Fortin du Levant, qui se trouvait devant l'actuelle Villa Borbone. Le souvenir du Fortin du Ponant reste dans le nom d'une rue du Lido di Camaiore, appelée via del Fortino.

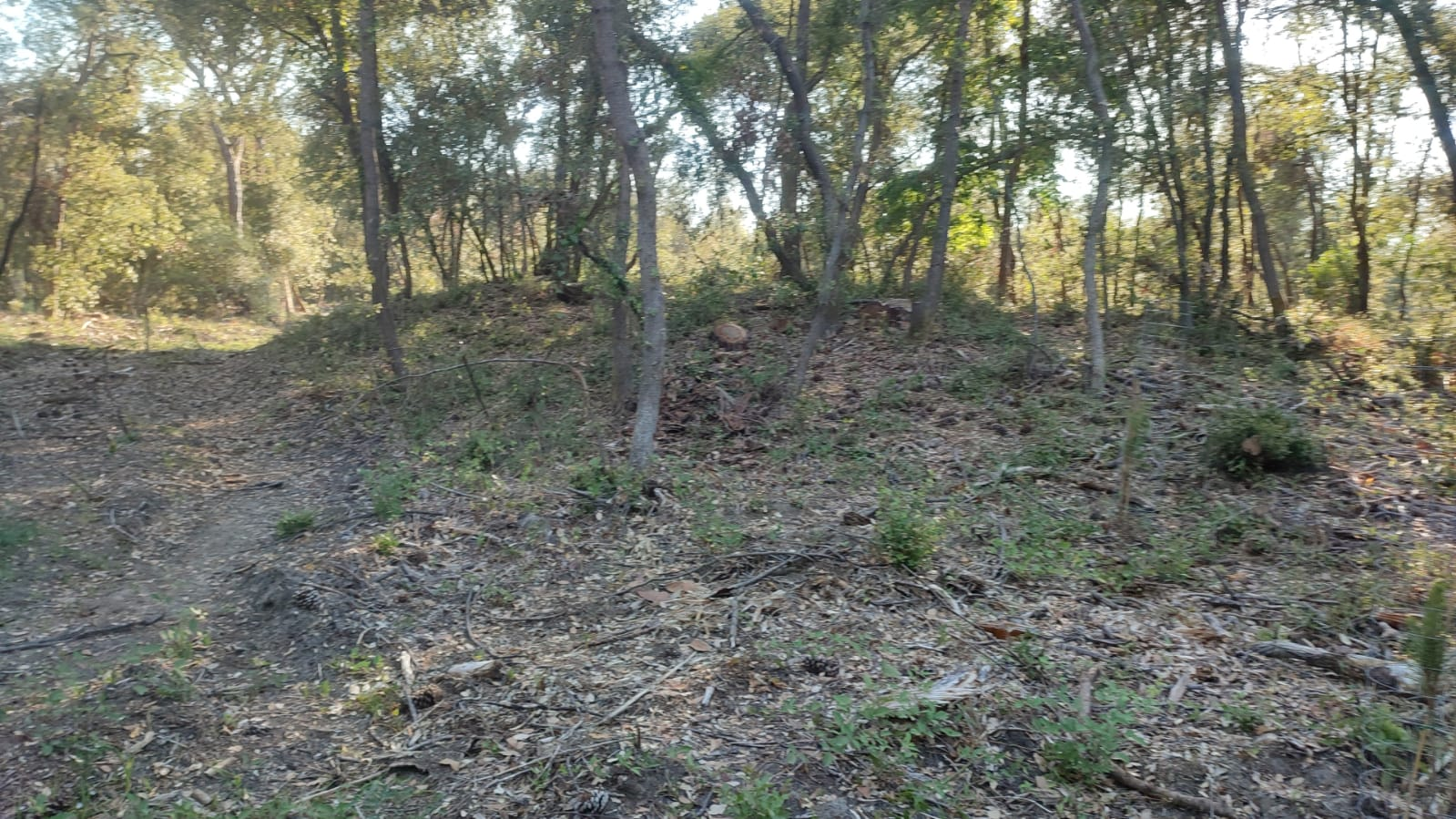
Les vestiges de la fortification de campagne de la batterie côtière.

Le 16 janvier 1834, Carlo Lodovico di Borbone, successeur de sa mère Maria Luisa, décrète le démantèlement des deux fortins du Levant et du Ponant ; chargea le Colonel Ippolito Zibibbi (it) de Viareggio de construire deux « batteries côtières avec la méthode de fortification de campagne », rapprochant ainsi les défenses de la mer qui s'était encore retirée, tout en obtenant des terrains (et la construction du fort oriental qui fut démantelé par les rebelles) pour l'agrandissement de la villa et du parc que sa mère avait commencé à construire en 1821. Il a été démonté au bout de quelques années et remplacé par un nouveau bâtiment plus proche de la mer et légèrement déplacé vers le sud, dont les restes ont été récemment retrouvés (juillet 2012) .

### Destruction du fortin de la Foce di Viareggio
Il a été démantelé dans les années 1930 pour améliorer le réseau routier de cette ville en plein développement.